# Raving Rabbids: Alive & Kicking
Raving Rabbids: Alive & Kicking (como RR: AAK) es un videojuego de la serie Rabbids. Se lanzó en internet el 3 de noviembre de 2011.
- Datos: Q3928467